# اشلی همیلتون
اشلی همیلتون (به انگلیسی: Ashley Hamilton) (زاده ۳۰ سپتامبر ۱۹۷۴) بازیگر، خواننده و کمدین آمریکایی است.
از فیلم‌های معروف او می‌توان به بازی در بتهوون، قسمت دوم، کلید خاموش و سانست بیچ اشاره کرد.